# Seznam dílů pořadu Slavné sportovní okamžiky
Seznam dílů pořadu Slavné sportovní okamžiky uvádí přehled všech epizod tohoto seriálu vysílaného internetovou televizi Stream.cz.
|      | Název dílu                                        | Rok  | Sport                                   |                     | Místo konání                 | Sportovec/Tým                           | Sportovec/Tým                           | Sportovní událost              | Datum odvysílání epizody | Odkaz   |
| ---- | ------------------------------------------------- | ---- | --------------------------------------- | ------------------- | ---------------------------- | --------------------------------------- | --------------------------------------- | ------------------------------ | ------------------------ | ------- |
| 1.   | Nejlepší golfový úder                             | 2005 | Golf                                    | USA                 | Augusta                      | Tiger Woods                             | Tiger Woods                             | Masters 2005                   | 20. listopad 2011        | [ 1 ]   |
| 2.   | Hokejový gól století                              | 1972 | Lední hokej                             | Rusko               | Moskva                       | Kanada                                  | Sovětský svaz                           | Série století                  | 28. listopad 2011        | [ 2 ]   |
| 3.   | Revoluční skok do výšky                           | 1968 | Skok do výšky                           | Mexiko              | Ciudad de México             | Dick Fosbury                            | Dick Fosbury                            | Letní olympijské hry 1968      | 5. prosince 2011         | [ 3 ]   |
| 4.   | Melbournská krvavá lázeň                          | 1956 | Vodní pólo                              | Austrálie           | Melbourne                    | Maďarsko                                | Sovětský svaz                           | Letní olympijské hry 1956      | 12. prosince 2011        | [ 4 ]   |
| 5.   | Nejskandálnější 3 vteřiny v dějinách basketbalu   | 1972 | Basketbal                               | Německo             | Mnichov                      | Sovětský svaz                           | USA                                     | Letní olympijské hry 1972      | 19. prosince 2011        | [ 5 ]   |
| 6.   | Ve skoku na lyžích vítězí "véčko"                 | 1988 | Skoky na lyžích                         | -                   | -                            | Jan Boklöv                              | Jan Boklöv                              | Světový pohár 1988/1989        | 2. ledna 2012            | [ 6 ]   |
| 7.   | Maradonova „Ruka Boží“                            | 1986 | Fotbal                                  | Mexiko              | Ciudad de México             | Diego Maradona                          | Diego Maradona                          | Mistrovství světa 1986         | 9. ledna 2012            | [ 7 ]   |
| 8.   | Nejslavnější finále Wimbledonu                    | 1980 | Tenis                                   | Spojené království  | Londýn                       | Björn Borg                              | John McEnroe                            | Wimbledon 1980                 | 15. ledna 2012           | [ 8 ]   |
| 9.   | Nejúžasnější jízda v dějinách krasobruslení       | 1984 | Krasobruslení                           | Bosna a Hercegovina | Sarajevo                     | Christopher Dean a Jayne Torvillová     | Christopher Dean a Jayne Torvillová     | Zimní olympijské hry 1984      | 23. ledna 2012           | [ 9 ]   |
| 10.  | Nejúspěšnější sportovec zimních olympiád          | 1980 | Rychlobruslení                          | USA                 | Lake Placid                  | Eric Heiden                             | Eric Heiden                             | Zimní olympijské hry 1980      | 30. ledna 2012           | [ 10 ]  |
| 11.  | Nejslavnější skok do dálky                        | 1968 | Skok daleký                             | Mexiko              | Ciudad de México             | Bob Beamon                              | Bob Beamon                              | Letní olympijské hry 1968      | 6. února 2012            | [ 11 ]  |
| 12.  | Nejdramatičtější kulečníkové finále               | 1985 | Snooker                                 | Spojené království  | Sheffield                    | Dennis Taylor                           | Steve Davis                             | Mistrovství světa 1985         | 12. února 2012           | [ 12 ]  |
| 13.  | Gól, který nebyl                                  | 1966 | Fotbal                                  | Spojené království  | Londýn                       | Geoff Hurst                             | Geoff Hurst                             | Mistrovství světa 1966         | 20. února 2012           | [ 13 ]  |
| 14.  | Smrt Ayrtona Senny                                | 1994 | Formule 1                               | Itálie              | Imola                        | Ayrton Senna                            | Ayrton Senna                            | Grand Prix San Marina 1994     | 27. února 2012           | [ 14 ]  |
| 15.  | Skandál Bena Johnsona                             | 1988 | Běh na 100 metrů                        | Jižní Korea         | Soul                         | Ben Johnson                             | Ben Johnson                             | Letní olympijské hry 1988      | 5. března 2012           | [ 15 ]  |
| 16.  | Nejslavnější odpal v dějinách baseballu           | 1960 | Baseball                                | USA                 | Pittsburgh                   | Bill Mazeroski                          | Bill Mazeroski                          | Světová série 1960             | 12. března 2012          | [ 16 ]  |
| 17.  | Emil Zátopek šokuje svět                          | 1952 | Běh na 5000/10 000/Maraton              | Finsko              | Helsinky                     | Emil Zátopek                            | Emil Zátopek                            | Letní olympijské hry 1952      | 19. března 2012          | [ 17 ]  |
| 18.  | Dokonalá gymnastická sestava                      | 1976 | Sportovní gymnastika                    | Kanada              | Montréal                     | Nadia Comaneciová                       | Nadia Comaneciová                       | Letní olympijské hry 1976      | 26. března 2012          | [ 18 ]  |
| 19.  | Zázrak na ledě                                    | 1980 | Lední hokej                             | USA                 | Lake Placid                  | USA                                     | Sovětský svaz                           | Zimní olympijské hry 1980      | 2. dubna 2012            | [ 19 ]  |
| 20.  | Černý atlet zostuzuje Hitlera                     | 1936 | Běh na 100/200/Štafeta/Skok daleký      | Německo             | Berlín                       | Jesse Owens                             | Jesse Owens                             | Letní olympijské hry 1936      | 9. dubna 2012            | [ 20 ]  |
| 21.  | Armstrong poprvé vítězí na Tour de France         | 1999 | Silniční cyklistika                     | Francie             | Paříž                        | Lance Armstrong                         | Lance Armstrong                         | Tour de France 1999            | 16. dubna 2012           | [ 21 ]  |
| 22.  | Češi ve finále MS ve fotbale                      | 1962 | Fotbal                                  | Chile               | Santiago de Chile            | Brazílie                                | Československo                          | Mistrovství světa 1962         | 19. dubna 2012           | [ 22 ]  |
| 23.  | Mike Tyson kouše ucho                             | 1997 | Box                                     | USA                 | Las Vegas                    | Mike Tyson                              | Evander Holyfield                       | Tyson vs Holyfield 2           | 30. dubna 2012           | [ 23 ]  |
| 24.  | Armin Hary atletickou legendou                    | 1960 | Běh na 100 metrů                        | Švýcarsko           | Curych                       | Armin Hary                              | Armin Hary                              | Závod v Curychu                | 7. května 2012           | [ 24 ]  |
| 25.  | Slovan Bratislava dobývá Evropu                   | 1969 | Fotbal                                  | Švýcarsko           | Basilej                      | Slovan Bratislava                       | FC Barcelona                            | Pohár vítězů pohárů 1968/69    | 14. května 2012          | [ 25 ]  |
| 26.  | Šok na MS v hokeji                                | 1976 | Lední hokej                             | Polsko              | Katovice                     | Polsko                                  | Sovětský svaz                           | Mistrovství světa 1976         | 20. května 2012          | [ 26 ]  |
| 27.  | Velká pardubická na dně                           | 1993 | Dostih                                  | Česko               | Pardubice                    | Libor Štencl                            | Libor Štencl                            | Velká pardubická 1993          | 28. května 2012          | [ 27 ]  |
| 28.  | Nehoda Nikiho Laudy                               | 1976 | Formule 1                               | Německo             | Nürburgring                  | Niki Lauda                              | Niki Lauda                              | Grand Prix Německa 1976        | 4. června 2012           | [ 28 ]  |
| 29.  | Šok na Euru                                       | 1992 | Fotbal                                  | Švédsko             | Göteborg                     | Dánsko                                  | Německo                                 | Mistrovství Evropy 1992        | 12. června 2012          | [ 29 ]  |
| 30.  | Nejkrásnější gól Eura                             | 1988 | Fotbal                                  | Německo             | Mnichov                      | Marco van Basten                        | Marco van Basten                        | Mistrovství Evropy 1988        | 18. června 2012          | [ 30 ]  |
| 31.  | Panenkův dloubák                                  | 1976 | Fotbal                                  | Srbsko              | Bělehrad                     | Antonín Panenka                         | Antonín Panenka                         | Mistrovství Evropy 1976        | 24. června 2012          | [ 31 ]  |
| 32.  | Euro rozhoduje los mincí                          | 1968 | Fotbal                                  | Itálie              | Neapol                       | Itálie                                  | Sovětský svaz                           | Mistrovství Evropy 1968        | 1. července 2012         | [ 32 ]  |
| 33.  | Devítihodová hra v šipkách                        | 2010 | Šipky                                   | Spojené království  | Londýn                       | Phil Taylor                             | Phil Taylor                             | Premier League Darts 2010      | 10. září 2012            | [ 33 ]  |
| 34.  | Basketbalový rekord snů                           | 1962 | Basketbal                               | USA                 | Hershey                      | Wilt Chamberlain                        | Wilt Chamberlain                        | NBA 1961/62                    | 17. září 2012            | [ 34 ]  |
| 35.  | Svorada vítězí na Tour de France                  | 2001 | Silniční cyklistika                     | Francie             | Paříž                        | Ján Svorada                             | Ján Svorada                             | Tour de France 2001            | 24. září 2012            | [ 35 ]  |
| 36.  | Průlomový zápas Ivana Lendla                      | 1984 | Tenis                                   | Francie             | Paříž                        | Ivan Lendl                              | John McEnroe                            | French Open 1984               | 1. října 2012            | [ 36 ]  |
| 37.  | Thrilla In Manila                                 | 1975 | Box                                     | Filipíny            | Quezon City                  | Muhammad Ali                            | Joe Frazier                             | Thrilla in Manila              | 4. března 2013           | [ 37 ]  |
| 38.  | Jarmila Kratochvílová kraluje                     | 1983 | Běh na 400/800 m                        | Finsko              | Helsinky                     | Jarmila Kratochvílová                   | Jarmila Kratochvílová                   | Mistrovství světa 1983         | 11. března 2013          | [ 38 ]  |
| 39.  | Bosý vítěz maratonu                               | 1960 | Maraton                                 | Itálie              | Řím                          | Abebe Bikila                            | Abebe Bikila                            | Letní olympijské hry 1960      | 18. března 2013          | [ 39 ]  |
| 40.  | Absolutní rekord v kulečníku                      | 1997 | Snooker                                 | Spojené království  | Sheffield                    | Ronnie O'Sullivan                       | Ronnie O'Sullivan                       | Mistrovství světa 1997         | 25. března 2013          | [ 40 ]  |
| 41.  | Orel šokuje olympiádu                             | 1988 | Skoky na lyžích                         | Kanada              | Calgary                      | Eddie "Orel" Edwards                    | Eddie "Orel" Edwards                    | Zimní olympijské hry 1988      | 1. dubna 2013            | [ 41 ]  |
| 42.  | Bitva o Carmen                                    | 1988 | Krasobruslení                           | Kanada              | Calgary                      | Katarina Wittová                        | Debbie Thomasová                        | Zimní olympijské hry 1988      | 8. dubna 2013            | [ 42 ]  |
| 43.  | Triumf snowboardové legendy                       | 2012 | Snowboarding                            | USA                 | Aspen                        | Shaun White                             | Shaun White                             | Zimní X Games XVI              | 15. dubna 2013           | [ 43 ]  |
| 44.  | Zázrak na skateboardu                             | 1999 | Skateboarding                           | USA                 | San Francisco                | Tony Hawk                               | Tony Hawk                               | Letní X Games V                | 22. dubna 2013           | [ 44 ]  |
| 45.  | Fotbalový zápas století                           | 1970 | Fotbal                                  | Mexiko              | Ciudad de México             | Itálie                                  | Německo                                 | Mistrovství světa 1970         | 29. dubna 2013           | [ 45 ]  |
| 46.  | Čech vítězí nad Hitlerem                          | 1936 | Sportovní gymnastika                    | Německo             | Berlín                       | Alois Hudec                             | Alois Hudec                             | Letní olympijské hry 1936      | 7. května 2013           | [ 46 ]  |
| 47.  | Míč století                                       | 1993 | Kriket                                  | Spojené království  | Manchester                   | Shane Warne                             | Shane Warne                             | Anglie vs Austrálie            | 13. května 2013          | [ 47 ]  |
| 48.  | Konec jedné epochy                                | 1953 | Fotbal                                  | Spojené království  | Londýn                       | Maďarsko                                | Anglie                                  | Přátelský zápas                | 19. května 2013          | [ 48 ]  |
| 49.  | Nejlepší z nejlepších                             | 2008 | Plavání                                 | Čína                | Peking                       | Michael Phelps                          | Michael Phelps                          | Letní olympijské hry 2008      | 27. května 2013          | [ 49 ]  |
| 50.  | Posmrtně mistrem světa                            | 1970 | Formule 1                               | Itálie              | Monza                        | Jochen Rindt                            | Jochen Rindt                            | Grand Prix Itálie 1970         | 3. června 2013           | [ 50 ]  |
| 51.  | Čáslavská hrdinkou národa                         | 1968 | Sportovní gymnastika                    | Mexiko              | Ciudad de México             | Věra Čáslavská                          | Věra Čáslavská                          | Letní olympijské hry 1968      | 10. června 2013          | [ 51 ]  |
| 52.  | Pobodaná na centrkurtu                            | 1993 | Tenis                                   | Německo             | Hamburk                      | Monika Selešová                         | Monika Selešová                         | Citizen Cup 1993               | 17. června 2013          | [ 52 ]  |
| 53.  | První žena překonává La Manche                    | 1926 | Plavání                                 | Kanál La Manche     | Kanál La Manche              | Gertrude Ederleová                      | Gertrude Ederleová                      | -                              | 24. června 2013          | [ 53 ]  |
| 54.  | Poslední z nesmrtelných                           | 1978 | Dostih                                  | USA                 | Louisville/Baltimore/Belmont | Affirmed (kůň)                          | Affirmed (kůň)                          | Americká trojkoruna            | 30. června 2013          | [ 54 ]  |
| 55.  | Z dotyku smrti olympijským vítězem                | 1988 | Skoky do vody                           | Jižní Korea         | Soul                         | Greg Louganis                           | Greg Louganis                           | Letní olympijské hry 1988      | 8. července 2013         | [ 55 ]  |
| 56.  | Tiger přepisuje historii                          | 1997 | Golf                                    | USA                 | Augusta                      | Tiger Woods                             | Tiger Woods                             | Masters 1997                   | 14. července 2013        | [ 56 ]  |
| 57.  | Zázrak v Bernu                                    | 1954 | Fotbal                                  | Švýcarsko           | Bern                         | Německo                                 | Maďarsko                                | Mistrovství světa 1954         | 22. července 2013        | [ 57 ]  |
| 58.  | Fenomén Bubka                                     | 1997 | Skok o tyči                             | Ukrajina            | Doněck                       | Sergej Bubka                            | Sergej Bubka                            | Halový mítink Doněck           | 29. července 2013        | [ 58 ]  |
| 59.  | Nejhorší prohra Dream Teamu                       | 2004 | Basketbal                               | Řecko               | Athény                       | Portoriko                               | USA                                     | Letní olympijské hry 2004      | 5. srpna 2013            | [ 59 ]  |
| 60.  | Nejlepší cyklista všech dob                       | 1974 | Silniční cyklistika                     | Kanada              | Montréal                     | Eddy Merckx                             | Eddy Merckx                             | Mistrovství světa 1974         | 12. srpna 2013           | [ 60 ]  |
| 61.  | Srdceryvný maraton                                | 1908 | Maraton                                 | Spojené království  | Londýn                       | Dorando Pietri                          | Dorando Pietri                          | Letní olympijské hry 1908      | 19. srpna 2013           | [ 61 ]  |
| 62.  | Nejlepší touchdown                                | 2011 | Americký fotbal                         | USA                 | Cincinnati                   | Jerome Simpson                          | Jerome Simpson                          | NFL 2011                       | 26. srpna 2013           | [ 62 ]  |
| 63.  | Největší klikař olympiády                         | 2002 | Short track                             | USA                 | Salt Lake City               | Steven Bradbury                         | Steven Bradbury                         | Zimní olympijské hry 2002      | 2. září 2013             | [ 63 ]  |
| 64.  | Úhoř, který neuměl plavat                         | 2000 | Plavání                                 | Austrálie           | Sydney                       | Eric Moussambani                        | Eric Moussambani                        | Letní olympijské hry 2000      | 9. září 2013             | [ 64 ]  |
| 65.  | Kráska, která přepsala historii                   | 2008 | IndyCar                                 | Japonsko            | Motegi                       | Danica Patricková                       | Danica Patricková                       | Indy Japan 300 2008            | 16. září 2013            | [ 65 ]  |
| 66.  | 35 sekund z říše snů                              | 2004 | Basketbal                               | USA                 | Houston                      | Tracy McGrady                           | Tracy McGrady                           | NBA 2004/05                    | 23. září 2013            | [ 66 ]  |
| 67.  | Dívka, která dosáhla dokonalosti                  | 1988 | Moderní gymnastika                      | Jižní Korea         | Soul                         | Marina Lobačová                         | Marina Lobačová                         | Letní olympijské hry 1988      | 30. září 2013            | [ 67 ]  |
| 68.  | Nejzpackanější konec hokejového zápasu            | 2007 | Lední hokej                             | Kanada              | Edmonton                     | Aleš Hemský                             | Patrik Štefan                           | NHL 2006/07                    | 7. října 2013            | [ 68 ]  |
| 69.  | Zrodila se legenda                                | 2008 | Běh na 100/200/Štafeta                  | Čína                | Peking                       | Usain Bolt                              | Usain Bolt                              | Letní olympijské hry 2008      | 14. října 2013           | [ 69 ]  |
| 70.  | Jak prohrát olympiádu a vyhrát lásku              | 2004 | Sportovní střelba                       | Řecko               | Athény                       | Matt Emmons                             | Matt Emmons                             | Letní olympijské hry 2004      | 21. října 2013           | [ 70 ]  |
| 71.  | Muž, který Japoncům ukradl judo                   | 1964 | Judo                                    | Japonsko            | Tokio                        | Anton Geesink                           | Anton Geesink                           | Letní olympijské hry 1964      | 25. října 2013           | [ 71 ]  |
| 72.  | Slepý světový rekordman v lukostřelbě             | 2012 | Lukostřelba                             | Spojené království  | Londýn                       | Im Tong-hjon                            | Im Tong-hjon                            | Letní olympijské hry 2012      | 1. listopadu 2013        | [ 72 ]  |
| 73.  | Nekonečný zápas                                   | 2010 | Tenis                                   | Spojené království  | Londýn                       | John Isner                              | Nicolas Mahut                           | Wimbledon 2010                 | 11. listopadu 2013       | [ 73 ]  |
| 74.  | Nejslavnější bitka v historii ledního hokeje      | 1987 | Lední hokej                             | Slovensko           | Piešťany                     | Sovětský svaz                           | Kanada                                  | Mistrovství světa juniorů 1987 | 17. listopadu 2013       | [ 74 ]  |
| 75.  | Největší příběh sportovních dějin                 | 1958 | Fotbal                                  | Německo             | Mnichov                      | Matt Busby                              | Matt Busby                              | Letecká katastrofa v Mnichově  | 25. listopadu 2013       | [ 75 ]  |
| 75.  | Největší příběh sportovních dějin                 | 1968 | Fotbal                                  | Spojené království  | Londýn                       | Manchester United                       | Benfica                                 | PMEZ 1967/68                   | 25. listopadu 2013       | [ 75 ]  |
| 76.  | Jak zmrzačit největší soupeřku                    | 1994 | Krasobruslení                           | Norsko              | Lillehammer                  | Nancy Kerriganová                       | Tonya Hardingová                        | Zimní olympijské hry 1994      | 2. prosince 2013         | [ 76 ]  |
| 77.  | O holčičce, která se proplakala ke zlatu          | 1994 | Krasobruslení                           | Norsko              | Lillehammer                  | Oksana Bajulová                         | Oksana Bajulová                         | Zimní olympijské hry 1994      | 8. prosince 2013         | [ 77 ]  |
| 78.  | Fortuna znamená štěstí                            | 1972 | Skoky na lyžích                         | Japonsko            | Sapporo                      | Wojciech Fortuna                        | Wojciech Fortuna                        | Zimní olympijské hry 1972      | 13. prosince 2013        | [ 78 ]  |
| 79.  | Skandálem mezi nesmrtelné                         | 1968 | Alpské lyžování                         | Francie             | Grenoble                     | Jean-Claude Killy                       | Jean-Claude Killy                       | Zimní olympijské hry 1968      | 21. prosince 2013        | [ 79 ]  |
| 80.  | Největší vítězství v historii českého sportu      | 1998 | Lední hokej                             | Japonsko            | Nagano                       | Česko                                   | Kanada                                  | Zimní olympijské hry 1998      | 30. prosince 2013        | [ 80 ]  |
| 81.  | Největší československý krasobruslař              | 1972 | Krasobruslení                           | Japonsko            | Sapporo                      | Ondrej Nepela                           | Ondrej Nepela                           | Zimní olympijské hry 1972      | 6. ledna 2014            | [ 81 ]  |
| 82.  | Zlato za světový unikát                           | 2002 | Akrobatické lyžování                    | USA                 | Salt Lake City               | Aleš Valenta                            | Aleš Valenta                            | Zimní olympijské hry 2002      | 13. ledna 2014           | [ 82 ]  |
| 83.  | Zlato posledním pokusem                           | 2006 | Běh na lyžích                           | Itálie              | Turín                        | Kateřina Neumannová                     | Kateřina Neumannová                     | Zimní olympijské hry 2006      | 20. ledna 2014           | [ 83 ]  |
| 84.  | Pohádka o Raškovi                                 | 1968 | Skoky na lyžích                         | Francie             | Grenoble                     | Jiří Raška                              | Jiří Raška                              | Zimní olympijské hry 1968      | 27. ledna 2014           | [ 84 ]  |
| 85.  | Martina Sáblíková                                 | 2010 | Rychlobruslení                          | Kanada              | Vancouver                    | Martina Sáblíková                       | Martina Sáblíková                       | Zimní olympijské hry 2010      | 3. února 2014            | [ 85 ]  |
| 86.  | Největší love story světového krasobruslení       | 1995 | Krasobruslení                           | USA                 | Lake Placid                  | Sergej Griňkov a Jekatěrina Gordějevová | Sergej Griňkov a Jekatěrina Gordějevová | Trénink                        | 10. února 2014           | [ 86 ]  |
| 87.  | Král dopingu                                      | 2002 | Běh na lyžích                           | USA                 | Salt Lake City               | Johann Mühlegg                          | Johann Mühlegg                          | Zimní olympijské hry 2002      | 17. února 2014           | [ 87 ]  |
| 88.  | Miláček publika                                   | 1998 | Běh na lyžích                           | Japonsko            | Nagano                       | Philip Boit                             | Philip Boit                             | Zimní olympijské hry 1998      | 23. února 2014           | [ 88 ]  |
| 89.  | Král zimních olympiád                             | 2014 | Biatlon                                 | Rusko               | Soči                         | Ole Einar Bjørndalen                    | Ole Einar Bjørndalen                    | Zimní olympijské hry 2014      | 3. března 2014           | [ 89 ]  |
| 90.  | Největší hromadná havárie                         | 1998 | Formule 1                               | Belgie              | Spa                          | Kolize 13 jezdců                        | Kolize 13 jezdců                        | Grand Prix Belgie 1998         | 10. března 2014          | [ 90 ]  |
| 91.  | Nejkrásnější hokej v historii                     | 1987 | Lední hokej                             | Kanada              | Montréal/Hamilton            | Kanada                                  | Sovětský svaz                           | Kanadský pohár 1987            | 17. března 2014          | [ 91 ]  |
| 92.  | Veslařská legenda                                 | 2000 | Veslování                               | Austrálie           | Sydney                       | Steve Redgrave                          | Steve Redgrave                          | Letní olympijské hry 2000      | 24. března 2014          | [ 92 ]  |
| 93.  | Neznámá olympijská medaile                        | 1932 | Umělecké soutěže                        | USA                 | Los Angeles                  | Josef Suk                               | Josef Suk                               | Letní olympijské hry 1932      | 1. dubna 2014            | [ 93 ]  |
| 94.  | Volným lezením na nejslavnější stěnu světa        | 1993 | Sportovní lezení                        | USA                 | El Capitan                   | Lynn Hillová                            | Lynn Hillová                            | Výstup stěny El Capitan        | 7. dubna 2014            | [ 94 ]  |
| 95.  | Rekordní Wimbledon                                | 1990 | Tenis                                   | Spojené království  | Londýn                       | Martina Navrátilová                     | Zina Garrisonová                        | Wimbledon 1990                 | 14. dubna 2014           | [ 95 ]  |
| 96.  | Šílený gól v házené                               | 2014 | Házená                                  | Dánsko              | Herning                      | Mikkel Hansen                           | Mikkel Hansen                           | Mistrovství Evropy 2014        | 20. dubna 2014           | [ 96 ]  |
| 97.  | Boj o první čtverný skok                          | 1986 | Krasobruslení                           | Dánsko              | Kodaň                        | Jozef Sabovčík                          | Jozef Sabovčík                          | Mistrovství Evropy 1986        | 28. dubna 2014           | [ 97 ]  |
| 98.  | Zápas snů                                         | 2005 | Fotbal                                  | Turecko             | Istanbul                     | Liverpool FC                            | AC Milán                                | Liga mistrů 2004/05            | 4. května 2014           | [ 98 ]  |
| 99.  | Óda na vytrvalost                                 | 2011 | Plochá dráha                            | Chorvatsko          | Goričan                      | Greg Hancock                            | Greg Hancock                            | Grand Prix Chorvatska 2011     | 12. května 2014          | [ 99 ]  |
| 100. | 10 bodů za zápas                                  | 1976 | Lední hokej                             | Kanada              | Toronto                      | Darryl Sittler                          | Darryl Sittler                          | NHL 1975/76                    | 19. května 2014          | [ 100 ] |
| 101. | Lída Formanová                                    | 1999 | Běh na 800 metrů                        | Španělsko           | Sevilla                      | Ludmila Formanová                       | Ludmila Formanová                       | Mistrovství světa 1999         | 25. května 2014          | [ 101 ] |
| 102. | The Invincibles - Neporazitelní                   | 2004 | Fotbal                                  | Spojené království  | Londýn                       | Arsenal FC ( Arsène Wenger)             | Arsenal FC ( Arsène Wenger)             | Premier League 2003/2004       | 2. června 2014           | [ 102 ] |
| 103. | Dívenka, která okouzlila svět                     | 1972 | Sportovní gymnastika                    | Německo             | Mnichov                      | Olga Korbutová                          | Olga Korbutová                          | Letní olympijské hry 1972      | 8. června 2014           | [ 103 ] |
| 104. | Brazilská národní tragédie                        | 1950 | Fotbal                                  | Brazílie            | Rio de Janeiro               | Uruguay                                 | Brazílie                                | Mistrovství světa 1950         | 16. června 2014          | [ 104 ] |
| 105. | Zlatá Niké a pan Jediný                           | 1970 | Fotbal                                  | Mexiko              | Ciudad de México             | Brazílie                                | Itálie                                  | Mistrovství světa 1970         | 22. června 2014          | [ 105 ] |
| 106. | Zlatí hoši                                        | 1934 | Fotbal                                  | Itálie              | Řím                          | Itálie                                  | Československo                          | Mistrovství světa 1934         | 30. června 2014          | [ 106 ] |
| 107. | Zidanova hlavička                                 | 2006 | Fotbal                                  | Německo             | Berlín                       | Itálie                                  | Francie                                 | Mistrovství světa 2006         | 7. července 2014         | [ 107 ] |
| 108. | Captain Canada                                    | 2012 | Jezdectví                               | Spojené království  | Londýn                       | Ian Millar                              | Ian Millar                              | Letní olympijské hry 2012      | 13. července 2014        | [ 108 ] |
| 109. | Nejlepší volejbalista všech dob                   | 1996 | Plážový volejbal                        | USA                 | Atlanta                      | Karch Kiraly                            | Karch Kiraly                            | Letní olympijské hry 1996      | 20. července 2014        | [ 109 ] |
| 110. | Ten, který dokázal porazit Asiaty                 | 1992 | Stolní tenis                            | Španělsko           | Barcelona                    | Jan-Ove Waldner                         | Jan-Ove Waldner                         | Letní olympijské hry 1992      | 27. července 2014        | [ 110 ] |
| 111. | Zlomená kletba                                    | 1960 | Box                                     | USA                 | New York                     | Floyd Patterson                         | Ingemar Johansson                       | Johansson vs Patterson         | 4. srpna 2014            | [ 111 ] |
| 112. | Největší křivda                                   | 2012 | Šerm                                    | Spojené království  | Londýn                       | Britta Heidemannová                     | Šin A-lam                               | Letní olympijské hry 2012      | 11. srpna 2014           | [ 112 ] |
| 113. | Dvacetkrát mistry světa                           | 1988 | Kolová                                  | -                   | -                            | Jan a Jindřich Pospíšilové              | Jan a Jindřich Pospíšilové              | Mistrovství světa              | 17. srpna 2014           | [ 113 ] |
| 114. | Černá gazela (která neměla nikdy chodit)          | 1960 | Běh na 100/200/Štafeta                  | Itálie              | Řím                          | Wilma Rudolphová                        | Wilma Rudolphová                        | Letní olympijské hry 1960      | 25. srpna 2014           | [ 114 ] |
| 115. | Na nejvyšší horu světa bez kyslíkových přístrojů  | 1978 | Horolezectví                            | Mount Everest       | Mount Everest                | Reinhold Messner a Peter Habeler        | Reinhold Messner a Peter Habeler        | Výstup na Mount Everest        | 1. září 2014             | [ 115 ] |
| 116. | Největší podvod                                   | 1987 | Skok daleký                             | Itálie              | Řím                          | Giovanni Evangelisti                    | Giovanni Evangelisti                    | Mistrovství světa 1987         | 7. září 2014             | [ 116 ] |
| 117. | Neporazitelný poražen                             | 2000 | Zápas                                   | Austrálie           | Sydney                       | Rulon Gardner                           | Alexandr Karelin                        | Letní olympijské hry 2000      | 15. září 2014            | [ 117 ] |
| 118. | Perfect Game                                      | 1956 | Baseball                                | USA                 | New York                     | New York Yankees                        | Brooklyn Dodgers                        | Světová série 1956             | 22. září 2014            | [ 118 ] |
| 119. | Skandální zápas na 64 polích                      | 1984 | Šachy                                   | Rusko               | Moskva                       | Garri Kasparov                          | Anatolij Karpov                         | Mistrovství světa 1984         | 28. září 2014            | [ 119 ] |
| 120. | Světový unikát věnovaný rodičům                   | 2014 | Vodní slalom                            | USA                 | Maryland                     | Jessica Foxová                          | Jessica Foxová                          | Mistrovství světa 2014         | 6. října 2014            | [ 120 ] |
| 121. | Zlato (jenom) z šesti olympiád                    | 1960 | Šerm                                    | Itálie              | Řím                          | Aladár Gerevich                         | Aladár Gerevich                         | Letní olympijské hry 1960      | 12. října 2014           | [ 121 ] |
| 122. | Běžec bez nohou                                   | 2011 | Štafeta                                 | Jižní Korea         | Tegu                         | Oscar Pistorius                         | Oscar Pistorius                         | Mistrovství světa 2011         | 20. října 2014           | [ 122 ] |
| 123. | Zapomenutá a předčasně pohřbená                   | 1968 | Skoky do vody                           | Mexiko              | Ciudad de México             | Milena Duchková                         | Milena Duchková                         | Letní olympijské hry 1968      | 26. října 2014           | [ 123 ] |
| 124. | Nezapomenutelný závod                             | 1979 | Silniční motocykly                      | Spojené království  | Silverstone                  | Kenny Roberts                           | Barry Sheene                            | Velká cena Velké Británie 1979 | 3. listopadu 2014        | [ 124 ] |
| 125. | Životu nebezpečno!                                | 1984 | Hod oštěpem                             | Německo             | Berlín                       | Uwe Hohn                                | Uwe Hohn                                | Olympijský den                 | 10. listopadu 2014       | [ 125 ] |
| 126. | Zázrak v Medině                                   | 2012 | Golf                                    | USA                 | Medinah                      | Výběr Evropy                            | Výběr USA                               | Ryder Cup 2012                 | 16. listopadu 2014       | [ 126 ] |
| 127. | Stroj na zlato                                    | 2004 | Rychlostní kanoistika                   | Řecko               | Athény                       | Birgit Fischerová                       | Birgit Fischerová                       | Letní olympijské hry 2004      | 24. listopadu 2014       | [ 127 ] |
| 128. | O hořkých slzách Jany Novotné                     | 1993 | Tenis                                   | Spojené království  | Londýn                       | Steffi Grafová                          | Jana Novotná                            | Wimbledon 1993                 | 30. listopadu 2014       | [ 128 ] |
| 129. | Ten, který změnil sumó                            | 1993 | Sumó                                    | Japonsko            | Tokio                        | Akebono Tarō                            | Akebono Tarō                            | Zisk titulu Jokozuna           | 8. prosince 2014         | [ 129 ] |
| 130. | Jak Mandela a ragby sjednotili zemi               | 1995 | Ragby                                   | Jižní Afrika        | Johannesburg                 | Jihoafrická republika                   | Nový Zéland                             | Mistrovství světa 1995         | 15. prosince 2014        | [ 130 ] |
| 131. | Příběh Alexe Zanardiho                            | 2001 | Formule                                 | Německo             | Klettwitz                    | Alessandro Zanardi                      | Alessandro Zanardi                      | 2001 American Memorial         | 22. prosince 2014        | [ 131 ] |
| 132. | Nejpopulárnější z maskotů                         | 2009 | Atletika                                | Německo             | Berlín                       | medvídek Berlino                        | medvídek Berlino                        | Mistrovství světa 2009         | 28. prosince 2014        | [ 132 ] |
| 133. | Hříčka osudu                                      | 1998 | Rallye                                  | Wales               | Margam                       | Tommi Mäkinen                           | Carlos Sainz                            | Rallye Velké Británie 1998     | 4. ledna 2015            | [ 133 ] |
| 134. | Kokosy na sněhu                                   | 1988 | Boby                                    | Kanada              | Calgary                      | Jamajka                                 | Jamajka                                 | Zimní olympijské hry 1988      | 11. ledna 2015           | [ 134 ] |
| 135. | Šílenci na lyžích                                 | 2002 | Rychlostní lyžování                     | Francie             | Bourg-Saint-Maurice          | Philippe Goitschel                      | Philippe Goitschel                      | Sjezd v Les Arcs               | 19. ledna 2015           | [ 135 ] |
| 136. | The Guarantee - Záruka                            | 1969 | Americký fotbal                         | USA                 | Miami                        | New York Jets                           | Baltimore Colts                         | Super Bowl 1969                | 25. ledna 2015           | [ 136 ] |
| 137. | Jak ztratit životní závod snadno a rychle         | 2006 | Snowboarding                            | Itálie              | Turín                        | Lindsey Jacobellisová                   | Lindsey Jacobellisová                   | Zimní olympijské hry 2006      | 2. února 2015            | [ 137 ] |
| 138. | Nejlepší lyžař všech dob                          | 1956 | Alpské lyžování                         | Itálie              | Cortina d'Ampezzo            | Toni Sailer                             | Toni Sailer                             | Zimní olympijské hry 1956      | 9. února 2015            | [ 138 ] |
| 139. | Skandál v Salt Lake City                          | 2002 | Krasobruslení                           | USA                 | Salt Lake City               | Jelena Běrežná Anton Sicharulidze       | Jamie Salé David Pelletier              | Zimní olympijské hry 2002      | 15. února 2015           | [ 139 ] |
| 140. | Jak se (ne)postavit k smrti člověka               | 2010 | Saně                                    | Kanada              | Vancouver                    | Nodar Kumaritašvili                     | Nodar Kumaritašvili                     | Zimní olympijské hry 2010      | 22. února 2015           | [ 140 ] |
| 141. | Čtvrtkilometrový skok                             | 2015 | Skoky na lyžích                         | Norsko              | Vikersund                    | Peter Prevc                             | Peter Prevc                             | Světový pohár 2014/2015        | 1. března 2015           | [ 141 ] |
| 142. | Revoluce v lyžování                               | 1992 | Běh na lyžích                           | Francie             | Albertville                  | Bjørn Dæhlie                            | Bjørn Dæhlie                            | Zimní olympijské hry 1992      | 8. března 2015           | [ 142 ] |
| 143. | Návrat krále                                      | 2000 | Lední hokej                             | USA                 | Pittsburgh                   | Mario Lemieux                           | Mario Lemieux                           | NHL 2000/2001                  | 15. března 2015          | [ 143 ] |
| 144. | Badmintonová senzace                              | 2014 | Badminton                               | Dánsko              | Kodaň                        | Carolina Marínová                       | Carolina Marínová                       | Mistrovství světa 2014         | 22. března 2015          | [ 144 ] |
| 145. | Slavné předjetí                                   | 1992 | Alpské lyžování                         | Francie             | Albertville                  | Raymond Keyrouz                         | El-Hassan Mahta                         | Zimní olympijské hry 1992      | 29. března 2015          | [ 145 ] |
| 146. | Čech zdolává hranici snů                          | 2001 | Desetiboj                               | Rakousko            | Götzis                       | Roman Šebrle                            | Roman Šebrle                            | Hypo-mítink 2001               | 5. dubna 2015            | [ 146 ] |
| 147. | Nechutný zápas                                    | 1969 | Fotbal                                  | Argentina           | Buenos Aires                 | Estudiantes de la Plata                 | AC Milán                                | Interkontinentální pohár 1969  | 12. dubna 2015           | [ 147 ] |
| 148. | Nadhoz spodem                                     | 1981 | Kriket                                  | Austrálie           | Melbourne                    | Austrálie                               | Nový Zéland                             | World Series Cup 1981          | 19. dubna 2015           | [ 148 ] |
| 149. | Zoufalství Davida Purleyho                        | 1973 | Formule 1                               | Nizozemsko          | Zandvoort                    | Roger Williamson                        | Roger Williamson                        | Grand Prix Nizozemska 1973     | 26. dubna 2015           | [ 149 ] |
| 150. | Nejtěsnější Tour de France                        | 1989 | Silniční cyklistika                     | Francie             | Paříž                        | Greg LeMond                             | Laurent Fignon                          | Tour de France 1989            | 3. května 2015           | [ 150 ] |
| 151. | Pět minut slávy                                   | 2011 | Fotbal                                  | Německo             | Frankfurt                    | Homare Sawaová                          | Homare Sawaová                          | Mistrovství světa žen 2011     | 6. září 2015             | [ 151 ] |
| 152. | Železný Jan                                       | 2000 | Hod oštěpem                             | Austrálie           | Sydney                       | Jan Železný                             | Jan Železný                             | Letní olympijské hry 2000      | 13. září 2015            | [ 152 ] |
| 153. | Iron War                                          | 1989 | Triatlon                                | USA                 | Havaj                        | Mark Allen                              | Dave Scott                              | Ironman 1989                   | 21. září 2015            | [ 153 ] |
| 154. | S nefunkčním bicyklem k vítězství                 | 2015 | Downhill                                | Rakousko            | Leogang                      | Aaron Gwin                              | Aaron Gwin                              | Světový pohár 2015             | 28. září 2015            | [ 154 ] |
| 155. | Tichý rekord                                      | 2014 | Fotbal                                  | Brazílie            | Rio de Janeiro               | Miroslav Klose                          | Miroslav Klose                          | Mistrovství světa 2014         | 4. října 2015            | [ 155 ] |
| 156. | Splněný slib                                      | 1994 | Rychlobruslení                          | Norsko              | Lillehammer                  | Dan Jansen                              | Dan Jansen                              | Zimní olympijské hry 1994      | 11. října 2015           | [ 156 ] |
| 157. | Žabí muž                                          | 1908 | Skok z místa (daleký, vysoký, trojskok) | Spojené království  | Londýn                       | Ray Ewry                                | Ray Ewry                                | Letní olympijské hry 1908      | 18. října 2015           | [ 157 ] |
| 158. | Jak si koupit finále mistrovství světa            | 2015 | Házená                                  | Katar               | Lusail                       | Katar                                   | Katar                                   | Mistrovství světa 2015         | 26. října 2015           | [ 158 ] |
| 159. | Vybojovaná rovnoprávnost                          | 2013 | MMA                                     | USA                 | Anaheim                      | Ronda Rouseyová                         | Liz Carmoucheová                        | UFC                            | 2. listopadu 2015        | [ 159 ] |
| 160. | Jak trpaslík zdolal obra                          | 2015 | Ragby                                   | Spojené království  | Brighton                     | Japonsko                                | Jihoafrická republika                   | Mistrovství světa 2015         | 8. listopadu 2015        | [ 160 ] |
| 161. | Musíš skočit ještě jednou                         | 1996 | Sportovní gymnastika                    | USA                 | Atlanta                      | Kerri Strugová                          | Kerri Strugová                          | Letní olympijské hry 1996      | 15. listopadu 2015       | [ 161 ] |
| 162. | Závod z říše fantazie                             | 1991 | Skok daleký                             | Japonsko            | Tokio                        | Mike Powell                             | Carl Lewis                              | Mistrovství světa 1991         | 23. listopadu 2015       | [ 162 ] |
| 163. | Nahoru, dolů                                      | 2013 | Fotbal                                  | Spojené království  | Watford                      | Watford FC                              | Leicester City FC                       | Championship 2012/13           | 29. listopadu 2015       | [ 163 ] |
| 164. | Nejsilnější muž světa                             | 1976 | Vzpírání                                | Kanada              | Montréal                     | Vasilij Alexejev                        | Vasilij Alexejev                        | Letní olympijské hry 1976      | 6. prosince 2015         | [ 164 ] |
| 165. | Herminátor                                        | 1998 | Alpské lyžování                         | Japonsko            | Nagano                       | Hermann Maier                           | Hermann Maier                           | Zimní olympijské hry 1998      | 13. prosince 2015        | [ 165 ] |
| 166. | Obyčejná lidská slušnost                          | 1988 | Jachting                                | Jižní Korea         | Soul                         | Lawrence Lemieux                        | Lawrence Lemieux                        | Letní olympijské hry 1988      | 20. prosince 2015        | [ 166 ] |
| 167. | Nejslavnější sportovní rituál                     | 2005 | Ragby                                   | Nový Zéland         | Dunedin                      | Nový Zéland                             | Nový Zéland                             | Pohár tří národů 2005          | 27. prosince 2015        | [ 167 ] |
| 168. | Největší ponížení kolébky hokeje                  | 1981 | Lední hokej                             | Kanada              | Montréal                     | Sovětský svaz                           | Kanada                                  | Kanadský pohár 1981            | 3. ledna 2016            | [ 168 ] |
| 169. | Přelomové triky Jonny Moseleyho                   | 1998 | Akrobatické lyžování                    | Japonsko            | Nagano                       | Jonny Moseley                           | Jonny Moseley                           | Zimní olympijské hry 1998      | 10. ledna 2016           | [ 169 ] |
| 170. | Ice Bowl                                          | 1967 | Americký fotbal                         | USA                 | Green Bay                    | Green Bay Packers                       | Dallas Cowboys                          | NFL 1967                       | 17. ledna 2016           | [ 170 ] |
| 171. | Královna ledu                                     | 1936 | Krasobruslení                           | Německo             | Garmisch-Partenkirchen       | Sonja Henieová                          | Sonja Henieová                          | Zimní olympijské hry 1936      | 24. ledna 2016           | [ 171 ] |
| 172. | The Shot – Fenomenální curlingový odhoz           | 2005 | Curling                                 | Kanada              | St. John's                   | Jennifer Jonesová                       | Jennifer Jonesová                       | Mistrovství Kanady žen 2005    | 31. ledna 2016           | [ 172 ] |
| 173. | The Great One                                     | 1989 | Lední hokej                             | Kanada              | Edmonton                     | Wayne Gretzky                           | Wayne Gretzky                           | NHL 1989/90                    | 7. února 2016            | [ 173 ] |
| 174. | Bronz s leskem zlata                              | 2010 | Běh na lyžích                           | Kanada              | Vancouver                    | Petra Majdičová                         | Petra Majdičová                         | Zimní olympijské hry 2010      | 14. února 2016           | [ 174 ] |
| 175. | Mečbol, který nebyl                               | 2009 | Tenis                                   | USA                 | New York                     | Kim Clijstersová                        | Serena Williamsová                      | US Open 2009                   | 21. února 2016           | [ 175 ] |
| 176. | Absolutní dominance                               | 2015 | Plavání                                 | Rusko               | Kazaň                        | Katie Ledecká                           | Katie Ledecká                           | Mistrovství světa 2015         | 28. února 2016           | [ 176 ] |
| 177. | Rumunský čaroděj                                  | 1986 | Fotbal                                  | Španělsko           | Sevilla                      | Helmuth Duckadam                        | Helmuth Duckadam                        | PMEZ 1985/86                   | 6. března 2016           | [ 177 ] |
| 178. | Nejhorší tragédie na automobilových závodech      | 1955 | Závody sportovních vozů                 | Francie             | Le Mans                      | Pierre Levegh                           | Lance Macklin                           | 24 hodin Le Mans 1955          | 13. března 2016          | [ 178 ] |
| 179. | Arnoldův návrat                                   | 1980 | Kulturistika                            | Austrálie           | Sydney                       | Arnold Schwarzenegger                   | Arnold Schwarzenegger                   | Mr. Olympia 1980               | 20. března 2016          | [ 179 ] |
| 180. | Kompletní sbírka                                  | 1972 | Hod diskem                              | Německo             | Mnichov                      | Ludvík Daněk                            | Ludvík Daněk                            | Letní olympijské hry 1972      | 27. března 2016          | [ 180 ] |
| 181. | Létající kokos                                    | 2014 | Saně                                    | Rusko               | Soči                         | Bruno Banani                            | Bruno Banani                            | Zimní olympijské hry 2014      | 3. dubna 2016            | [ 181 ] |
| 182. | Památný zápas v pozemním hokeji                   | 1972 | Pozemní hokej                           | Německo             | Mnichov                      | Západní Německo                         | Pákistán                                | Letní olympijské hry 1972      | 10. dubna 2016           | [ 182 ] |
| 183. | Setkání se žralokem                               | 2014 | Surfing                                 | USA                 | Havaj                        | Bethany Hamiltonová                     | Bethany Hamiltonová                     | Surf 'n' Sea Pipeline 2014     | 17. dubna 2016           | [ 183 ] |
| 184. | Podfuk jako hrom                                  | 1976 | Moderní pětiboj                         | Kanada              | Montréal                     | Boris Oniščenko                         | Boris Oniščenko                         | Letní olympijské hry 1976      | 24. dubna 2016           | [ 184 ] |
| 185. | 59 centimetrů do výšky                            | 2005 | Skok do výšky                           | Španělsko           | Madrid                       | Stefan Holm                             | Stefan Holm                             | Halové mistrovství Evropy 2005 | 1. května 2016           | [ 185 ] |
| 186. | Jen jednou za život...                            | 2016 | Fotbal                                  | -                   | -                            | Leicester City FC                       | Leicester City FC                       | Premier League 2015/2016       | 8. května 2016           | [ 186 ] |
| 187. | Triumf umělé inteligence                          | 2016 | Go                                      | Jižní Korea         | Soul                         | AlphaGo                                 | Lee Se-dol                              | Zápas proti AlphaGo            | 15. května 2016          | [ 187 ] |
| 188. | Diskvalifikace s omluvou                          | 2000 | Sportovní gymnastika                    | Austrálie           | Sydney                       | Andreea Răducanová                      | Andreea Răducanová                      | Letní olympijské hry 2000      | 22. května 2016          | [ 188 ] |
| 189. | Chlapeček na trůně                                | 1989 | Tenis                                   | Francie             | Paříž                        | Micheal Chang                           | Ivan Lendl                              | French Open 1989               | 29. května 2016          | [ 189 ] |
| 190. | Hráli jsme krásný fotbal...                       | 2004 | Fotbal                                  | Portugalsko         | Aveiro                       | Česko                                   | Nizozemsko                              | Mistrovství Evropy 2004        | 6. června 2016           | [ 190 ] |
| 191. | Gabrielino utrpení                                | 1984 | Maraton                                 | USA                 | Los Angeles                  | Gabriela Andersenová-Schiessová         | Gabriela Andersenová-Schiessová         | Letní olympijské hry 1984      | 12. června 2016          | [ 191 ] |
| 192. | Air Jordan                                        | 1986 | Basketbal                               | USA                 | Boston                       | Michael Jordan                          | Michael Jordan                          | NBA 1985/86                    | 19. června 2016          | [ 192 ] |
| 193. | Se zlomenou holí k výšinám                        | 2015 | Golf                                    | USA                 | White Sulphur Springs        | Robert Streb                            | Robert Streb                            | Greenbrier Classic 2015        | 26. června 2016          | [ 193 ] |
| 194. | Den, kdy byl Švédům ukraden florbal               | 2008 | Florbal                                 | Česko               | Praha                        | Finsko                                  | Švédsko                                 | Mistrovství světa 2008         | 3. července 2016         | [ 194 ] |
| 195. | První olympijské zlato                            | 1924 | Sportovní gymnastika                    | Francie             | Paříž                        | Bedřich Šupčík                          | Bedřich Šupčík                          | Letní olympijské hry 1924      | 10. července 2016        | [ 195 ] |
| 196. | Zlato ze dvou různých světů                       | 1948 | Rychlostní kanoistika                   | Spojené království  | Londýn                       | Jan Brzák                               | Jan Brzák                               | Letní olympijské hry 1948      | 17. července 2016        | [ 196 ] |
| 197. | Zlatá medaile in memoriam                         | 1948 | Sportovní gymnastika                    | Spojené království  | Londýn                       | Eliška Misáková                         | Eliška Misáková                         | Letní olympijské hry 1948      | 24. července 2016        | [ 197 ] |
| 198. | Láska přes železnou oponu                         | 1956 | Hod diskem                              | Austrálie           | Melbourne                    | Olga Fikotová                           | Olga Fikotová                           | Letní olympijské hry 1956      | 31. července 2016        | [ 198 ] |
| 199. | Fenomenální kariéra                               | 1996 | Vodní slalom                            | USA                 | Atlanta                      | Štěpánka Hilgertová                     | Štěpánka Hilgertová                     | Letní olympijské hry 1996      | 7. srpna 2016            | [ 199 ] |
| 200. | Radost a smutek Matthiase Steinera                | 2008 | Vzpírání                                | Čína                | Peking                       | Matthias Steiner                        | Matthias Steiner                        | Letní olympijské hry 2008      | 14. srpna 2016           | [ 200 ] |
| 201. | Kop nesprávným směrem                             | 2008 | Taekwondo                               | Čína                | Peking                       | Ángel Matos                             | Ángel Matos                             | Letní olympijské hry 2008      | 21. srpna 2016           | [ 201 ] |
| 202. | Zapomeňte a jděte...                              | 2004 | Sportovní gymnastika                    | Řecko               | Athény                       | Yang Tae-Young                          | Yang Tae-Young                          | Letní olympijské hry 2004      | 28. srpna 2016           | [ 202 ] |
| 203. | Graf Slam                                         | 1988 | Tenis                                   | Jižní Korea         | Soul                         | Steffi Grafová                          | Steffi Grafová                          | Letní olympijské hry 1988      | 4. září 2016             | [ 203 ] |
| 204. | Tři minuty, osmnáct vteřin                        | 1996 | Lední hokej                             | Kanada              | Montréal                     | USA                                     | Kanada                                  | Světový pohár 1996             | 11. září 2016            | [ 204 ] |
| 205. | Rossiho kopnutí                                   | 2015 | Silniční motocykly                      | Malajsie            | Sepang                       | Valentino Rossi                         | Marc Márquez                            | Velká cena Malajsie 2015       | 18. září 2016            | [ 205 ] |
| 206. | Emancipace                                        | 2014 | Vzpírání                                | Kazachstán          | Almaty                       | Tatiana Kaširinová                      | Tatiana Kaširinová                      | Mistrovství světa 2014         | 25. září 2016            | [ 206 ] |
| 207. | Vysněný titul                                     | 2015 | Silniční cyklistika                     | USA                 | Richmond                     | Peter Sagan                             | Peter Sagan                             | Mistrovství světa 2015         | 2. října 2016            | [ 207 ] |
| 208. | Bratři v triku                                    | 2016 | Triatlon                                | Brazílie            | Rio de Janeiro               | Alistair Brownlee                       | Jonathan Brownlee                       | Letní olympijské hry 2016      | 9. října 2016            | [ 208 ] |
| 209. | Cesta zalitá světlem                              | 1912 | Desetiboj/pětiboj                       | Švédsko             | Stockholm                    | Jim Thorpe                              | Jim Thorpe                              | Letní olympijské hry 1912      | 16. října 2016           | [ 209 ] |
| 210. | Slzy v Brazílii                                   | 2014 | Fotbal                                  | Brazílie            | Belo Horizonte               | Německo                                 | Brazílie                                | Mistrovství světa 2014         | 24. října 2016           | [ 210 ] |
| 211. | Návrat starého pána                               | 1994 | Box                                     | USA                 | Las Vegas                    | George Foreman                          | Michael Moorer                          | Moorer vs Foreman              | 31. října 2016           | [ 211 ] |
| 212. | Nejrychlejší žena všech dob                       | 1988 | Běh na 200 metrů                        | Jižní Korea         | Soul                         | Florence Griffith-Joynerová             | Florence Griffith-Joynerová             | Letní olympijské hry 1988      | 7. listopadu 2016        | [ 212 ] |
| 213. | Medaile pro maminku                               | 2010 | Krasobruslení                           | Kanada              | Vancouver                    | Joannie Rochetteová                     | Joannie Rochetteová                     | Zimní olympijské hry 2010      | 14. listopadu 2016       | [ 213 ] |
| 214. | Možná nejlepší dostihový kůň všech dob            | 1973 | Dostih                                  | USA                 | Belmont                      | Secretariat (kůň)                       | Secretariat (kůň)                       | Belmont Stakes 1973            | 21. listopadu 2016       | [ 214 ] |
| 215. | Podvod pod vodou                                  | 2012 | Plavání                                 | Spojené království  | Londýn                       | Cameron van der Burgh                   | Cameron van der Burgh                   | Letní olympijské hry 2012      | 28. listopadu 2016       | [ 215 ] |
| 216. | Génius dráhové cyklistiky… a jeho žena            | 2016 | Dráhová cyklistika                      | Brazílie            | Rio de Janeiro               | Jason Kenny                             | Laura Trottová                          | Letní olympijské hry 2016      | 4. prosince 2016         | [ 216 ] |
| 217. | Slalomový génius                                  | 1980 | Alpské lyžování                         | USA                 | Lake Placid                  | Ingemar Stenmark                        | Ingemar Stenmark                        | Zimní olympijské hry 1980      | 11. prosince 2016        | [ 217 ] |
| 218. | Oslava lidskosti                                  | 1992 | Běh na 400 metrů                        | Španělsko           | Barcelona                    | Derek Redmond                           | Derek Redmond                           | Letní olympijské hry 1992      | 18. prosince 2016        | [ 218 ] |
| 219. | Nejhorší vstup do golfového Masters               | 2016 | Golf                                    | USA                 | Augusta                      | Ernie Els                               | Ernie Els                               | Masters 2016                   | 25. prosince 2016        | [ 219 ] |
| 220. | Střelec v masce                                   | 1987 | Lední hokej                             | USA                 | Filadelfie                   | Ron Hextall                             | Ron Hextall                             | NHL 1987/88                    | 1. ledna 2017            | [ 220 ] |
| 221. | Létající Fin                                      | 1924 | Běh na 1500/5000 metrů                  | Francie             | Paříž                        | Paavo Nurmi                             | Paavo Nurmi                             | Letní olympijské hry 1924      | 8. ledna 2017            | [ 221 ] |
| 222. | Sedm startů, sedm výher                           | 1972 | Plavání                                 | Německo             | Mnichov                      | Mark Spitz                              | Mark Spitz                              | Letní olympijské hry 1972      | 15. ledna 2017           | [ 222 ] |
| 223. | Jak Češi ovládli New York                         | 1985 | Tenis                                   | USA                 | New York                     | Hana Mandlíková                         | Martina Navrátilová                     | US Open 1985                   | 22. ledna 2017           | [ 223 ] |
| 223. | Jak Češi ovládli New York                         | 1985 | Tenis                                   | USA                 | New York                     | Ivan Lendl                              | Helena Suková                           | US Open 1985                   | 22. ledna 2017           | [ 223 ] |
| 223. | Jak Češi ovládli New York                         | 1985 | Tenis                                   | USA                 | New York                     | Andrea Holíková                         | Radka Zrubáková                         | US Open 1985                   | 22. ledna 2017           | [ 223 ] |
| 224. | Nejkrásnější akce amerického fotbalu              | 2003 | Americký fotbal                         | USA                 | Jacksonville                 | Jacksonville Jaguars                    | New Orleans Saints                      | NFL 2003/04                    | 29. ledna 2017           | [ 224 ] |
| 225. | I mistr tesař...                                  | 2013 | Biatlon                                 | Švédsko             | Östersund                    | Martin Fourcade                         | Martin Fourcade                         | Světový pohár 2013/14          | 5. února 2017            | [ 225 ] |
| 226. | Když člověk musí                                  | 1976 | Alpské lyžování                         | Rakousko            | Innsbruck                    | Franz Klammer                           | Franz Klammer                           | Zimní olympijské hry 1976      | 12. února 2017           | [ 226 ] |
| 227. | Jediný za 65 let                                  | 2002 | Skoky na lyžích                         | Rakousko            | Bischofshofen                | Sven Hannawald                          | Sven Hannawald                          | Turné čtyř můstků 2001/02      | 19. února 2017           | [ 227 ] |
| 228. | Největší bowlingový příběh                        | 2010 | Bowling                                 | USA                 | Plano                        | Bill Fong                               | Bill Fong                               | Místní bowlingová liga         | 26. února 2017           | [ 228 ] |
| 229. | Marihuanové zlato                                 | 1998 | Snowboarding                            | Japonsko            | Nagano                       | Ross Rebagliati                         | Ross Rebagliati                         | Zimní olympijské hry 1998      | 5. března 2017           | [ 229 ] |
| 230. | Hráč číslo 42                                     | 1947 | Baseball                                | USA                 | New York                     | Jackie Robinson                         | Jackie Robinson                         | MLB 1947                       | 12. března 2017          | [ 230 ] |
| 231. | Největší zápas historie                           | 2008 | Tenis                                   | Spojené království  | Londýn                       | Rafael Nadal                            | Roger Federer                           | Wimbledon 2008                 | 19. března 2017          | [ 231 ] |
| 232. | Z baru rovnou do kokpitu                          | 1953 | Závody sportovních vozů                 | Francie             | Le Mans                      | Duncan Hamilton                         | Tony Rolt                               | 24 hodin Le Mans 1953          | 27. března 2017          | [ 232 ] |
| 233. | Muž v čepici                                      | 1972 | Běh na 800 metrů                        | Německo             | Mnichov                      | Dave Wottle                             | Dave Wottle                             | Letní olympijské hry 1972      | 2. dubna 2017            | [ 233 ] |
| 234. | Kapesní Herkules                                  | 1988 | Vzpírání                                | Jižní Korea         | Soul                         | Naim Süleymanoğlu                       | Naim Süleymanoğlu                       | Letní olympijské hry 1988      | 9. dubna 2017            | [ 234 ] |
| 235. | Tři vítězství v jediném dni                       | 2003 | Motokros                                | Francie             | Ernée                        | Stefan Everts                           | Stefan Everts                           | Mistrovství světa 2003         | 16. dubna 2017           | [ 235 ] |
| 236. | Mistrovský frame                                  | 2012 | Snooker                                 | Spojené království  | Sheffield                    | Ronnie O'Sullivan                       | Ronnie O'Sullivan                       | Mistrovství světa 2012         | 23. dubna 2017           | [ 236 ] |
| 237. | Jeden chromozom navíc                             | 1964 | Štafeta                                 | Japonsko            | Tokio                        | Ewa Kłobukowska                         | Ewa Kłobukowska                         | Letní olympijské hry 1964      | 30. dubna 2017           | [ 237 ] |
| 238. | Slavně… a zatím naposledy                         | 2010 | Lední hokej                             | Německo             | Kolín nad Rýnem              | Česko                                   | Rusko                                   | Mistrovství světa 2010         | 7. května 2017           | [ 238 ] |
| 239. | Devítistovka bez držení                           | 2002 | BMX                                     | USA                 | Filadelfie                   | Mat Hoffman                             | Mat Hoffman                             | Letní X Games VIII             | 14. května 2017          | [ 239 ] |
| 240. | Titul mistra světa ve dvou lezeckých disciplínách | 2014 | Sportovní lezení                        | Španělsko           | Gijón                        | Adam Ondra                              | Adam Ondra                              | Mistrovství světa 2014         | 21. května 2017          | [ 240 ] |
| 241. | 101 sekund                                        | 1999 | Fotbal                                  | Španělsko           | Barcelona                    | Manchester United                       | Bayern Mnichov                          | Liga mistrů 1998/99            | 28. května 2017          | [ 241 ] |
| 242. | Největší golfový rok                              | 1930 | Golf                                    | USA                 | Ardmore                      | Bobby Jones                             | Bobby Jones                             | Amatérské mistrovství USA 1930 | 4. června 2017           | [ 242 ] |
| 243. | Nedostižné akvabely                               | 2016 | Synchronizované plavání                 | Brazílie            | Rio de Janeiro               | Natalja Iščenková                       | Světlana Romašinová                     | Letní olympijské hry 2016      | 11. června 2017          | [ 243 ] |
| 244. | Nejnapínavější finále                             | 1984 | Házená                                  | Srbsko              | Šabac                        | Dukla Praha                             | Metaloplastika Šabac                    | PMEZ 1983/84                   | 18. června 2017          | [ 244 ] |
| 245. | Míle pod čtyři minuty                             | 1954 | Běh na 1 míli                           | Spojené království  | Oxford                       | Roger Bannister                         | Roger Bannister                         | Oxford University vs AAA       | 25. června 2017          | [ 245 ] |
| 246. | Poslední česká mistryně světa v gymnastice        | 1979 | Sportovní gymnastika                    | USA                 | Fort Worth                   | Věra Černá                              | Věra Černá                              | Mistrovství světa 1979         | 2. července 2017         | [ 246 ] |
| 247. | Král střelců                                      | 1938 | Fotbal                                  | Maďarsko            | Budapešť                     | Josef Bican                             | Josef Bican                             | Středoevropský pohár 1938      | 9. července 2017         | [ 247 ] |
| 248. | Konečně světový titul                             | 2011 | Horská cyklistika                       | Švýcarsko           | Champéry                     | Jaroslav Kulhavý                        | Jaroslav Kulhavý                        | Mistrovství světa 2011         | 16. července 2017        | [ 248 ] |
| 249. | Pod vlajkou Egypta                                | 1954 | Tenis                                   | Spojené království  | Londýn                       | Jaroslav Drobný                         | Ken Rosewall                            | Wimbledon 1954                 | 23. července 2017        | [ 249 ] |
| 250. | Krkonošská pohádka                                | 2007 | Alpské lyžování                         | Švédsko             | Åre                          | Šárka Záhrobská                         | Šárka Záhrobská                         | Mistrovství světa 2007         | 30. července 2017        | [ 250 ] |
| 251. | Jediná žena, která vyhrála Velkou pardubickou     | 1937 | Dostih                                  | Česko               | Pardubice                    | Lata Brandisová                         | Lata Brandisová                         | Velká pardubická 1937          | 6. srpna 2017            | [ 251 ] |
| 252. | Stoleté čekání                                    | 2012 | Moderní pětiboj                         | Spojené království  | Londýn                       | David Svoboda                           | David Svoboda                           | Letní olympijské hry 2012      | 13. srpna 2017           | [ 252 ] |
| 253. | Senzace v Mexiku                                  | 1968 | Skok do výšky                           | Mexiko              | Ciudad de México             | Miloslava Rezková                       | Miloslava Rezková                       | Letní olympijské hry 1968      | 20. srpna 2017           | [ 253 ] |
| 254. | Popelka rozkvetlá do krásy                        | 2014 | Judo                                    | Rusko               | Čeljabinsk                   | Lukáš Krpálek                           | Lukáš Krpálek                           | Mistrovství světa 2014         | 27. srpna 2017           | [ 254 ] |
| 255. | Kráska v nesnázích                                | 1994 | Plavání                                 | Itálie              | Řím                          | Franziska van Almsicková                | Franziska van Almsicková                | Mistrovství světa 1994         | 4. září 2017             | [ 255 ] |
| 256. | Žeton a místo u stolu                             | 1982 | Poker                                   | USA                 | Las Vegas                    | Jack Straus                             | Jack Straus                             | World Series of Poker 1982     | 11. září 2017            | [ 256 ] |
| 257. | Neporažený šampión                                | 1952 | Box                                     | USA                 | Filadelfie                   | Rocky Marciano                          | Jersey Joe Walcott                      | Walcott vs Maricano            | 18. září 2017            | [ 257 ] |
| 258. | Nejtěsnější závod formule 1                       | 1971 | Formule 1                               | Itálie              | Monza                        | Finiš 5 jezdců                          | Finiš 5 jezdců                          | Grand Prix Itálie 1971         | 25. září 2017            | [ 258 ] |
| 259. | Obrat snů                                         | 2017 | Americký fotbal                         | USA                 | Houston                      | New England Patriots                    | Atlanta Falcons                         | Super Bowl 2017                | 1. října 2017            | [ 259 ] |
| 260. | Sparta poráží Barcelonu                           | 1992 | Fotbal                                  | Česko               | Praha                        | Sparta Praha                            | FC Barcelona                            | PMEZ 1991/92                   | 8. října 2017            | [ 260 ] |
| 261. | Úchvatná olympiáda… a to potom                    | 2000 | Běh na 100/200/štafeta a skok daleký    | Austrálie           | Sydney                       | Marion Jonesová                         | Marion Jonesová                         | Letní olympijské hry 2000      | 15. října 2017           | [ 261 ] |
| 262. | Rekordní cesta za olympijským zlatem              | 2008 | Dráhová cyklistika                      | Čína                | Peking                       | Juan Esteban Curuchet                   | Juan Esteban Curuchet                   | Letní olympijské hry 2008      | 22. října 2017           | [ 262 ] |
| 263. | Tarzan a stovka pod minutu                        | 1922 | Plavání                                 | USA                 | Alameda                      | Johnny Weissmüller                      | Johnny Weissmüller                      | Plavecké závody                | 29. října 2017           | [ 263 ] |
| 264. | Dokonalý skok                                     | 1976 | Skoky na lyžích                         | Německo             | Oberstdorf                   | Toni Innauer                            | Toni Innauer                            | Týden letů na lyžích           | 6. listopadu 2017        | [ 264 ] |
| 265. | První double backflip                             | 2006 | Freestyle Motocross                     | USA                 | Los Angeles                  | Travis Pastrana                         | Travis Pastrana                         | Letní X Games XII              | 13. listopadu 2017       | [ 265 ] |
| 266. | Historické zlato pro Slovensko                    | 1996 | Vodní slalom                            | USA                 | Atlanta                      | Michal Martikán                         | Michal Martikán                         | Letní olympijské hry 1996      | 20. listopadu 2017       | [ 266 ] |
| 267. | Bum Bum Becker                                    | 1985 | Tenis                                   | Spojené království  | Londýn                       | Boris Becker                            | Kevin Curren                            | Wimbledon 1985                 | 27. listopadu 2017       | [ 267 ] |
| 268. | Černá síla                                        | 1968 | Běh na 200 metrů                        | Mexiko              | Ciudad de México             | Tommie Smith                            | John Carlos                             | Letní olympijské hry 1968      | 4. prosince 2017         | [ 268 ] |
| 269. | Bílý balet                                        | 1960 | Fotbal                                  | Spojené království  | Glasgow                      | Real Madrid                             | Eintracht Frankfurt                     | PMEZ 1959/60                   | 11. prosince 2017        | [ 269 ] |
| 270. | Zázračný vrchol kariéry v 58 letech               | 2016 | Jezdectví                               | Brazílie            | Rio de Janeiro               | Nick Skelton                            | Nick Skelton                            | Letní olympijské hry 2016      | 18. prosince 2017        | [ 270 ] |
| 271. | Zajíc, který utekl                                | 1981 | Běh na 1500 metrů                       | Norsko              | Oslo                         | Tom Byers                               | Tom Byers                               | Bislett Games 1981             | 25. prosince 2017        | [ 271 ] |
| 272. | Slalomová senzace v Sapporu                       | 1972 | Alpské lyžování                         | Japonsko            | Sapporo                      | Francisco Fernández Ochoa               | Francisco Fernández Ochoa               | Zimní olympijské hry 1972      | 1. ledna 2018            | [ 272 ] |
| 273. | Il Cannibale                                      | 2002 | Saně                                    | USA                 | Salt Lake City               | Armin Zöggeler                          | Armin Zöggeler                          | Zimní olympijské hry 2002      | 8. ledna 2018            | [ 273 ] |
| 274. | Sdruženářská hvězda                               | 2002 | Severská kombinace                      | USA                 | Salt Lake City               | Samppa Lajunen                          | Samppa Lajunen                          | Zimní olympijské hry 2002      | 15. ledna 2018           | [ 274 ] |
| 275. | Účes, jenž pobláznil svět                         | 1976 | Krasobruslení                           | Rakousko            | Innsbruck                    | Dorothy Hamillová                       | Dorothy Hamillová                       | Zimní olympijské hry 1976      | 22. ledna 2018           | [ 275 ] |
| 276. | Začarovaný závod. Nebo ne?                        | 2014 | Skeleton                                | Rusko               | Soči                         | Martins Dukurs                          | Martins Dukurs                          | Zimní olympijské hry 2014      | 29. ledna 2018           | [ 276 ] |
| 277. | Jak „odměnit“ mistry světa                        | 1950 | Lední hokej                             | Švýcarsko           | Svatý Mořic                  | Československo                          | Československo                          | Zimní olympijské hry 1948      | 5. února 2018            | [ 277 ] |
| 278. | Z chudičkých poměrů mezi sportovní velikány       | 1956 | Sportovní gymnastika                    | Austrálie           | Melbourne                    | Larisa Latyninová                       | Larisa Latyninová                       | Letní olympijské hry 1956      | 12. února 2018           | [ 278 ] |
| 279. | Osmadvacetkrát za sebou                           | 2012 | Karambol                                | Nizozemsko          | Zundert                      | Roland Forthomme                        | Roland Forthomme                        | Holandská liga                 | 19. února 2018           | [ 279 ] |
| 280. | Vstup do království mužů                          | 2016 | Akrobatické rychlostní létání           | Rakousko            | Spielberg                    | Mélanie Astlesová                       | Mélanie Astlesová                       | Red Bull Air Race 2016         | 26. února 2018           | [ 280 ] |
| 281. | V létě i v zimě                                   | 1920 | Box                                     | Belgie              | Antverpy                     | Eddie Eagan                             | Eddie Eagan                             | Letní olympijské hry 1920      | 5. března 2018           | [ 281 ] |
| 281. | V létě i v zimě                                   | 1932 | Boby                                    | USA                 | Lake Placid                  | Eddie Eagan                             | Eddie Eagan                             | Zimní olympijské hry 1932      | 5. března 2018           | [ 281 ] |
| 282. | Poslední velké finále                             | 1996 | Fotbal                                  | Spojené království  | Londýn                       | Německo                                 | Česko                                   | Mistrovství Evropy 1996        | 12. března 2018          | [ 282 ] |
| 283. | Závod bez soupeřů                                 | 2016 | Běh na 400 metrů                        | Brazílie            | Rio de Janeiro               | Wayde van Niekerk                       | Wayde van Niekerk                       | Letní olympijské hry 2016      | 19. března 2018          | [ 283 ] |
| 284. | Neuvěřitelný double                               | 2018 | Alpské lyžování/Snowboarding            | Jižní Korea         | Pchjongčchang                | Ester Ledecká                           | Ester Ledecká                           | Zimní olympijské hry 2018      | 26. března 2018          | [ 284 ] |